# بشرى إيجورك
بشرى إيجورك (مواليد 28 أكتوبر 1976) هي مخرجة أفلام وممثلة مغربية، تخرجت من المعهد العالي للفن المسرحي والتنشيط الثقافي، شاركت كممثلة في عدة أفلام ومسلسلات، واشتهرت كمخرجة من خلال فيلمها الشهير البرتقالة المرة.

## مسيرتها
خريجة المعهد العالي للفن المسرحي والتنشيط الثقافي بالرباط 1998، لها تكوين في الإخراج بالمدرسة العليا للصوت والصورة بباريس (La Femis)، حاليا مديرة مسرح الحي البرتغالي بالجديدة.
شاركت كممثلة في مجموعة من الأعمال المسرحية والتلفزية والسينمائية، من بينها «غزل الوقت (فيلم)» و«رحيل البحر» و«ماريا نصار» و«وجها لوجه» والمسلسل السوري «سيد العشاق». كسيناريست شاركت في كتابة مجموعة من الأعمال مثل سلسلة «لالة فاطمة (سلسلة)» و«ياك حنا جيران (مسلسل)» ومسلسل «دموع الرجال» الذي قامت بإدارة ورشة كتابته وقدمت أحد أدواره.
أخرجت مجموعة من الأفلام، وحصلت على عدة جوائز وطنية ودولية، أبرزها فيلم «البرتقالة المرة (فيلم)» والفيلم الوثائقي «كروان» ومجموعة من الأفلام الوثائقية من إنتاج الجزيرة الوثائقية من بينها «الثوار الجدد» و «الحي المنسي» و«قرى بدون رجال» و«الوجه الأزرق»، وأخرى من إنتاج الجزيرة الإخبارية من بينها «فارس الركح» و«أقلام مزعجة».
عُرفت بشرى كذلك ككاتبة رأي من خلال عمود «فلاش باك» بجريدة المساء ثم بجريدة الأخبار، وكذلك باهتمامها بالعمل الجمعوي وبالطفولة وحقوق الإنسان. 

## أعمالها

### أفلام
- كروان: العصفور اللبناني، فيلم قصير
- البهجة، فيلم قصير
- 2003: رحيل البحر، مع فريدة بورقية
- «مائة دقة ودقة» مع المخرج عبد الحي العراقي
- 2004: ليلة ممطرة، مع المخرج محمد العبداوي
- 2003: غزل الوقت، مع المخرج محمد الشريف الطريبق
- 2003: وجها لوجه، للمخرج عبد القادر لقطع
- 2006: البرتقالة المرة، قامت بإخراجه

### مسلسلات
- 2004: ماريا نصار
- 2005: سيد العشاق، للمخرج السوري فراس دهني

## وصلات خارجية
- بشرى إيجورك على موقع بنت الناس
- بشرى إيجورك على موقع IMDb (الإنجليزية)
- بشرى إيجورك على موقع قاعدة بيانات الأفلام العربية

- مغرس محرك بحث إخباري
- مدونية محبي ومعجبي الفنانة بشرى إيجورك
- السينما كوم